# 아사노 타다노부
아사노 타다노부(일본어: 浅野 忠信, 1973년 11월 27일~)는 일본의 배우이다. 본명은 사토 타다노부 (佐藤 忠信)이다. 가나가와현 요코하마시 출신이며, 소속사는 아노레이다.

## 출연작

### 영화
| 연도 | 제목                    | 배역                    | 비고                                   |
| ---- | ----------------------- | ----------------------- | -------------------------------------- |
| 1995 | 환상의 빛               | 이쿠오                  |                                        |
| 1996 | 피크닉                  | 츠무지                  |                                        |
| 1996 | 스왈로우테일 버터플라이 | 클럽 손님               | 카메오 출연                            |
| 1998 | 낙하하는 저녁           |                         |                                        |
| 1999 | 쌍생아                  |                         |                                        |
| 1999 | 고하토                  | 타시로 효조             |                                        |
| 2001 | 디스턴스                | 사카다                  |                                        |
| 2001 | 코로시야 이치           | 카키하라                |                                        |
| 2002 | 물의 여자               | 유사쿠                  |                                        |
| 2003 | 밝은 미래               | 아리타 마모루           |                                        |
| 2003 | 자토이치                | 핫토리 겐노스케         |                                        |
| 2003 | 카페 뤼미에르           | 타케우치 하지메         | 일본·대만 합작 영화                    |
| 2004 | 녹차의 맛               | 하루노 아야노           |                                        |
| 2005 | 타케시즈                |                         |                                        |
| 2005 | 도쿄 좀비               | 후지오                  | 주연                                   |
| 2006 | 보이지 않는 물결        | 쿄지                    | 주연, 태국 영화                        |
| 2006 | 하나                    | 카나자와 쥬베이         |                                        |
| 2007 | 몽골                    | 테무진 / 칭기즈 칸      | 주연, 러시아·독일·카자흐스탄 합작 영화 |
| 2007 | 새드 배케이션           | 시라이시 켄지           | 주연                                   |
| 2008 | 가베                    | 야마자키 토루           |                                        |
| 2009 | 레드라인                | 프리스비                | 목소리 출연, 애니메이션                |
| 2009 | 비욘의 아내             | 오타니                  |                                        |
| 2011 | 토르: 천둥의 신         | 호건                    | 할리우드 진출작                        |
| 2011 | 멋진 악몽               | 키도 켄이치             |                                        |
| 2012 | 배틀쉽                  | 나카타 유기 선장        | 할리우드 영화                          |
| 2013 | 토르: 다크 월드         | 호건                    | 할리우드 영화                          |
| 2013 | 47 로닌                 | 다이묘 키라             | 할리우드 영화                          |
| 2013 | 기요스 회의             | 마에다 토시이에         |                                        |
| 2014 | 루팡 3세                | 제니가타 고이치         |                                        |
| 2014 | 마녀 배달부 키키        | 이시이 박사             |                                        |
| 2014 | 기생수 파트1            | 고토                    |                                        |
| 2015 | 기생수 파트2            | 고토                    |                                        |
| 2015 | 그래스호퍼              | 쿠지라                  |                                        |
| 2015 | 해안가로의 여행         | 유스케                  |                                        |
| 2015 | 어머니와 살면           | 쿠로다                  |                                        |
| 2016 | 사일런스                | 통역사                  | 할리우드 영화                          |
| 2016 | 웨이스티드 타임즈       | 와타베                  | 중국·홍콩 영화                         |
| 2017 | 친애하는 우리 아이      | 타나카 마코토           | 주연                                   |
| 2017 | 토르: 라그나로크        | 호건                    | 할리우드 영화                          |
| 2017 | 신주쿠 스완 2           | 타키 마사키             |                                        |
| 2018 | 아웃사이더              | 키요시                  | 미국·일본 합작, 넷플릭스 개봉          |
| 2018 | 카세네                  | 하부타 킨고             |                                        |
| 2019 | 미드웨이                | 야마구치 타몬 해군 소장 | 할리우드 영화                          |
| 2020 | 미나마타                | 마츠무라 타츠오         | 미국·영국 합작 영화                    |
| 2021 | 당인가탐안 3            |                         | 중국 영화                              |
| 2021 | 모탈 컴뱃               | 라이덴                  | 할리우드 영화                          |
| 2023 | 쿠비                    | 칸베이 구로다           |                                        |

### 드라마
- 2002년 《사립탐정 하마 마이크》
- 2011년 《기묘한 이야기 2011년 가을 특별편》 〈귀이개〉 트렌치 코트의 남자 역 (주연)